# Parasabella rufovittata
Parasabella rufovittata är en ringmaskart som först beskrevs av Grube 1881.  Parasabella rufovittata ingår i släktet Parasabella och familjen Sabellidae. Inga underarter finns listade i Catalogue of Life.